# Long Hard Ride
Albums de Marshall Tucker Band
Searchin' for a Rainbow
(1975) Carolina Dreams
(1977)
Long Hard Ride  est le cinquième album studio du groupe de  country rock américain Marshall Tucker Band. Il est paru en 1976 sur le label Warner Bros. Records.
Le groupe a deux invités de marque pour l'enregistrement de cet album, le violoniste Charlie Daniels et John McEuen du groupe Nitty Gritty Dirt Band.

## Titres
1. Long Hard Ride (Toy Caldwell) - 3:48
2. Property Line (Toy Caldwell) - 2:57
3. Am I The Kind of Man (Toy Caldwell) - 4:21
4. Walkin' The Streets Alone (Toy Caldwell) - 5:05
5. Windy City Blues (Jerry Eubanks, Doug Gray, George McCorkle) - 4:53
6. Holding on to You (George McCorkle) - 3:48
7. You Say You Love Me (Toy Caldwell) - 3:57
8. You Don't Live Forever (Tommy Caldwell) - 3:55

## Musiciens
Marshall Tucker Band
- Tommy Caldwell - guitare basse, voix
- Toy Caldwell - guitares acoustique et électrique,steel guitare, voix
- Jerry Eubanks - flûte, saxophones, voix
- Doug Gray - guitare, percussions, voix
- George McCorkle - banjo, guitares, guitare basse
- Paul Riddle - batterie

Musiciens invités
- Charlie Daniels - flûte, violon
- John McEuen - banjo, mandoline
- Jerome Joseph - conga, percussions
- Paul Hornsby -  clavinet, orgue, piano